# Tentative de coup d'État de 2001 en Centrafrique
La tentative de coup d'État de 2001 en Centrafrique est une tentative de coup d'État menée par des commandos des forces armées centrafricaines dans la nuit du 27 au 28 mai 2001 ayant pour but de renverser le président Ange-Félix Patassé. La tentative de coup d'État a échoué mais la violence a continué dans la capitale les jours suivants.
Le coup d'État, parrainé par André Kolingba, a eu pour effet de diviser les forces armées du pays en deux camps opposés : l'un soutenant Ange-Félix Patassé et l'autre soutenant François Bozizé.